# Bilarghu
Bilarghu (conosciuto anche come Pilargh'ou; fl. XIII-XIV secolo) è stato un generale mongolo al servizio di Ghazan Khan durante la fine del XIII e l'inizio del XIV secolo.
Durante le campagne mongole del 1299 in Siria, Bilarghu fu messo a capo della retroguardia sull'Eufrate, al comando di 10000 uomini.
Nel 1303, dopo la sconfitta mongola contro i Mamelucchi nella battaglia di Shaqhab, Ghazan fornì 1000 mongoli sotto il comando di Bilarghu per proteggere il Regno armeno di Cilicia dalle incursioni mamelucche.
Nel 1307, Bilarghu, che già aveva cattivi rapporti con Aitone, fu coinvolto in un complotto interno che portò all'assassinio dei governanti armeni. Aitone II e Leone III avevano caldeggiato e organizzato la fusione della Chiesa d'Armenia con la Chiesa cattolica, ma avevano subito una terribile opposizione interna. La fazione avversa andò a trovare Bilarghu, e accusò Aitone di tramare un'insurrezione contro i mongoli. Il 17 novembre, Bilarghu decise di farli giustiziare con il loro seguito quando gli fecero visita ad Anazarva.
Oscin, fratello di Aitone, marciò immediatamente contro Bilarghu e lo sconfisse, costringendolo a lasciare la Cilicia. Oscin fu incoronato nuovo re del Regno armeno di Cilicia.
Bilargu fu giustiziato da Oljeitu per il suo crimine su richiesta degli armeni.